# Neuville-Bourjonval
Pour les articles homonymes, voir Neuville.
Neuville-Bourjonval est une commune française située dans le département du Pas-de-Calais en région Hauts-de-France. Ses habitants sont appelés les Neuvillois ou Porgivalois. La commune est membre de la communauté de communes du Sud-Artois.

## Géographie

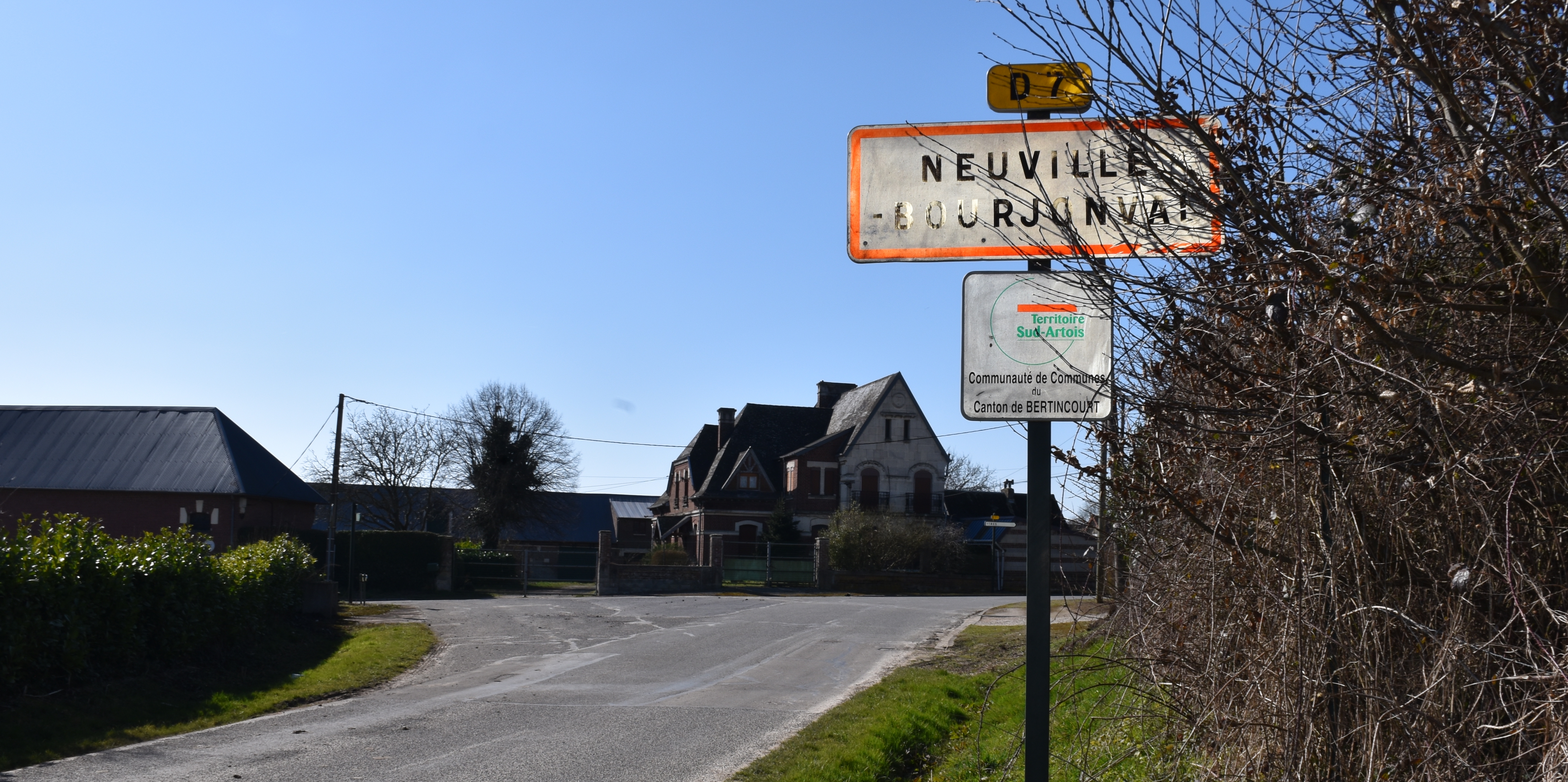
Une entrée du bourg.

### Localisation
Localisée dans le sud-est du département du Pas-de-Calais et limitrophe du département de la Somme, Neuville-Bourjonval est une commune située, à vol d'oiseau, à 13 km au sud-est de la commune de bapaume, à 18 km au sud-ouest de la commune de Cambrai et à 30 km au sud-est de la commune d’Arras (chef-lieu d'arrondissement et préfecture du Pas-de-Calais).
Le territoire de la commune est limitrophe de ceux de six communes, dont deux, Équancourt et Fins, dans le département de la Somme.
Les communes limitrophes sont  Fins, Havrincourt, Metz-en-Couture, Ruyaulcourt, Ytres et Équancourt.

### Géologie et relief
La superficie de la commune est de 3,15 km2 ; son altitude varie de 114  à   131 m.

### Hydrographie
Le territoire de la commune est situé dans le bassin Artois-Picardie. Elle n'est drainée par aucun cours d'eau,.

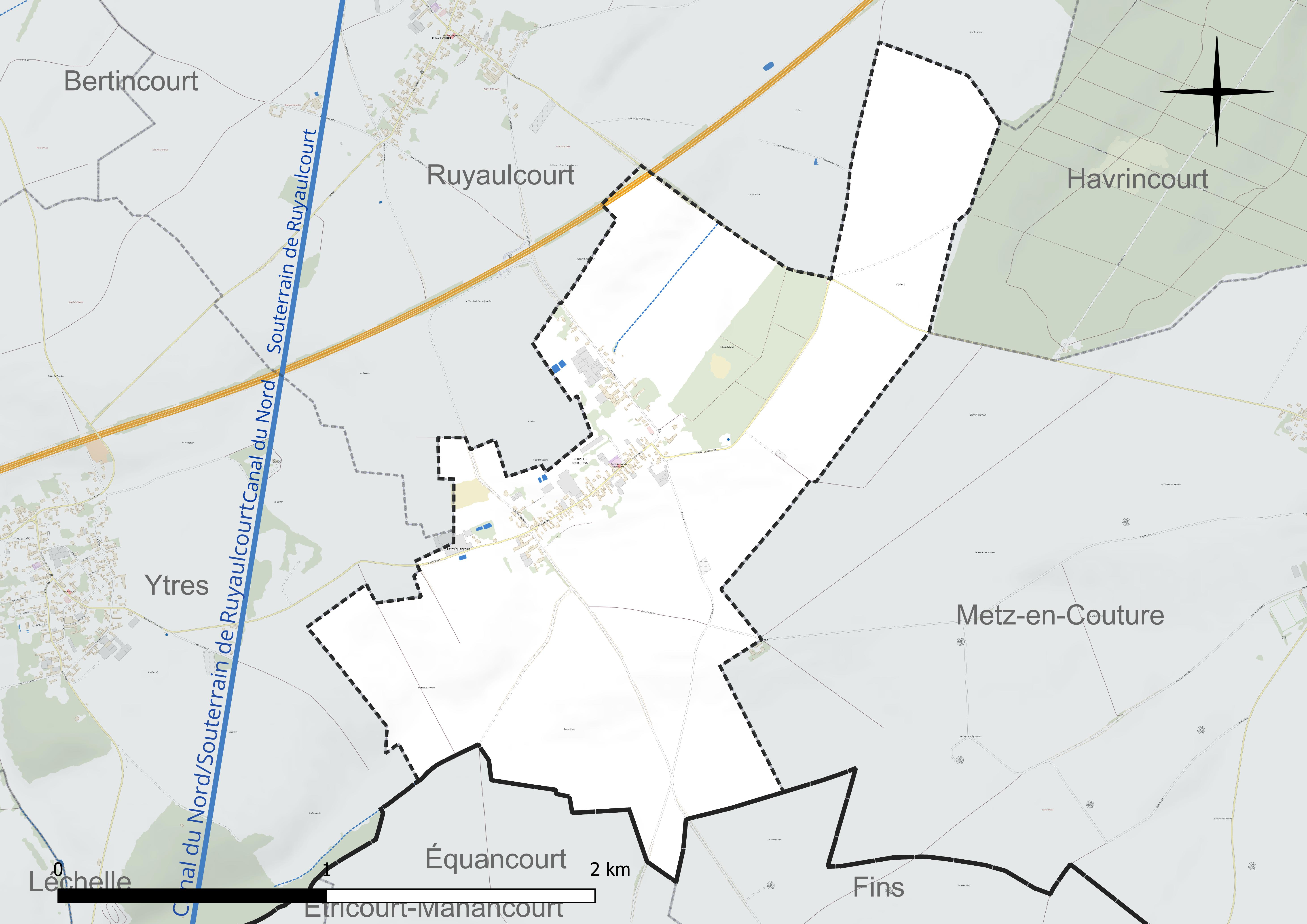
Réseau hydrographique de Neuville-Bourjonval.

### Climat
Pour des articles plus généraux, voir Climat des Hauts-de-France et Climat du Nord-Pas-de-Calais.
En 2010, le climat de la commune est de type climat océanique dégradé des plaines du Centre et du Nord, selon une étude du CNRS s'appuyant sur une série de données couvrant la période 1971-2000. En 2020, Météo-France publie une typologie des climats de la France métropolitaine dans laquelle la commune est exposée à un climat océanique et est dans la région climatique Nord-est du bassin Parisien, caractérisée par un ensoleillement médiocre, une pluviométrie moyenne régulièrement répartie au cours de l'année et un hiver froid (3 °C).
Pour la période 1971-2000, la température annuelle moyenne est de 9,8 °C, avec une amplitude thermique annuelle de 14,7 °C. Le cumul annuel moyen de précipitations est de 743 mm, avec 11,4 jours de précipitations en janvier et 8,9 jours en juillet. Pour la période 1991-2020, la température moyenne annuelle observée sur la station météorologique la plus proche, située sur la commune d'Épehy à 10 km à vol d'oiseau, est de 10,6 °C et le cumul annuel moyen de précipitations est de 752,8 mm,. Pour l'avenir, les paramètres climatiques de la commune estimés pour 2050 selon différents scénarios d'émission de gaz à effet de serre sont consultables sur un site dédié publié par Météo-France en novembre 2022.

### Paysages
Pour un article plus général, voir Paysage en France.
La commune est située dans le paysage régional des grands plateaux artésiens et cambrésiens tel que défini dans l'atlas des paysages de la région Nord-Pas-de-Calais, conçu par la direction régionale de l'Environnement, de l'Aménagement et du Logement (DREAL),. Ce paysage régional, qui concerne 238 communes, est dominé par les « grandes cultures » de céréales et de betteraves industrielles qui représentent 70 % de la surface agricole utilisée (SAU).

### Milieux naturels et biodiversité

#### Zone naturelle d'intérêt écologique, faunistique et floristique
L'inventaire des zones naturelles d'intérêt écologique, faunistique et floristique (ZNIEFF) a pour objectif de réaliser une couverture des zones les plus intéressantes sur le plan écologique, essentiellement dans la perspective d'améliorer la connaissance du patrimoine naturel national et de fournir aux différents décideurs un outil d'aide à la prise en compte de l'environnement dans l'aménagement du territoire.
Le territoire communal comprend une ZNIEFF de type 1 : le bois d'Havrincourt, d'une superficie de 2 406 ha et d'une altitude variant de 68  à   132 mètres. C'est la zone boisée la plus vaste du Cambrésis essentiellement occupé par de grandes cultures.

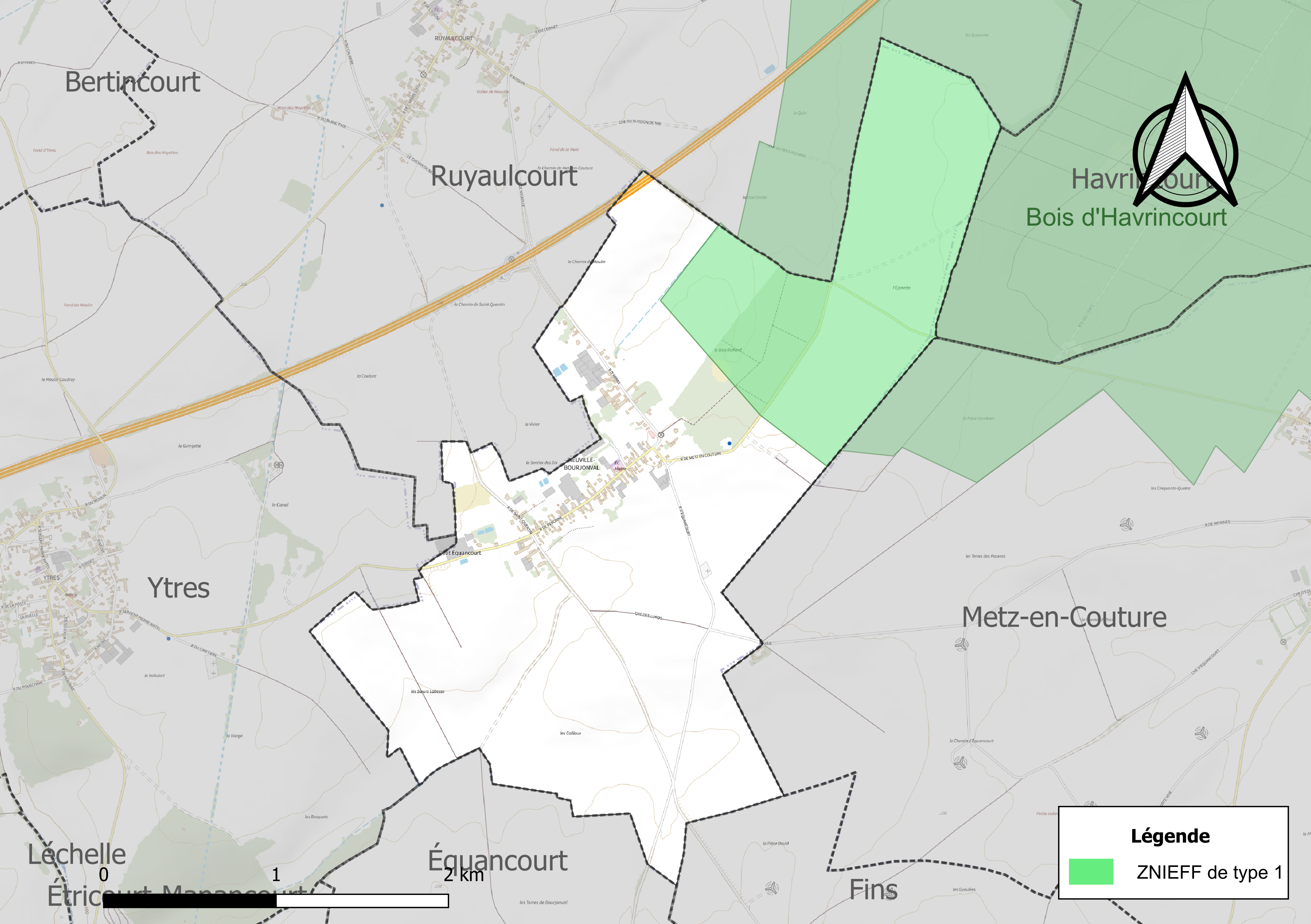
Carte de la ZNIEFF sur la commune.

#### Espèces faunistiques et floristiques
L’Inventaire national du patrimoine naturel (INPN) recense plusieurs espèces faunistiques et floristiques sur le territoire de la commune dont certaines sont protégées et d’autres menacées et quasi-menacées.

## Urbanisme

### Typologie
Au 1er janvier 2024, Neuville-Bourjonval est catégorisée commune rurale à habitat dispersé, selon la nouvelle grille communale de densité à sept niveaux définie par l'Insee en 2022.
Elle est située hors unité urbaine et hors attraction des villes,.

### Occupation des sols
L'occupation des sols de la commune, telle qu'elle ressort de la base de données européenne d'occupation biophysique des sols Corine Land Cover (CLC), est marquée par l'importance des territoires agricoles (89,7 % en 2018), en diminution par rapport à 1990 (91 %). La répartition détaillée en 2018 est la suivante : 
terres arables (89,7 %), zones urbanisées (10,3 %). L'évolution de l'occupation des sols de la commune et de ses infrastructures peut être observée sur les différentes représentations cartographiques du territoire : la carte de Cassini (XVIIIe siècle), la carte d'état-major (1820-1866) et les cartes ou photos aériennes de l'IGN pour la période actuelle (1950 à aujourd'hui).

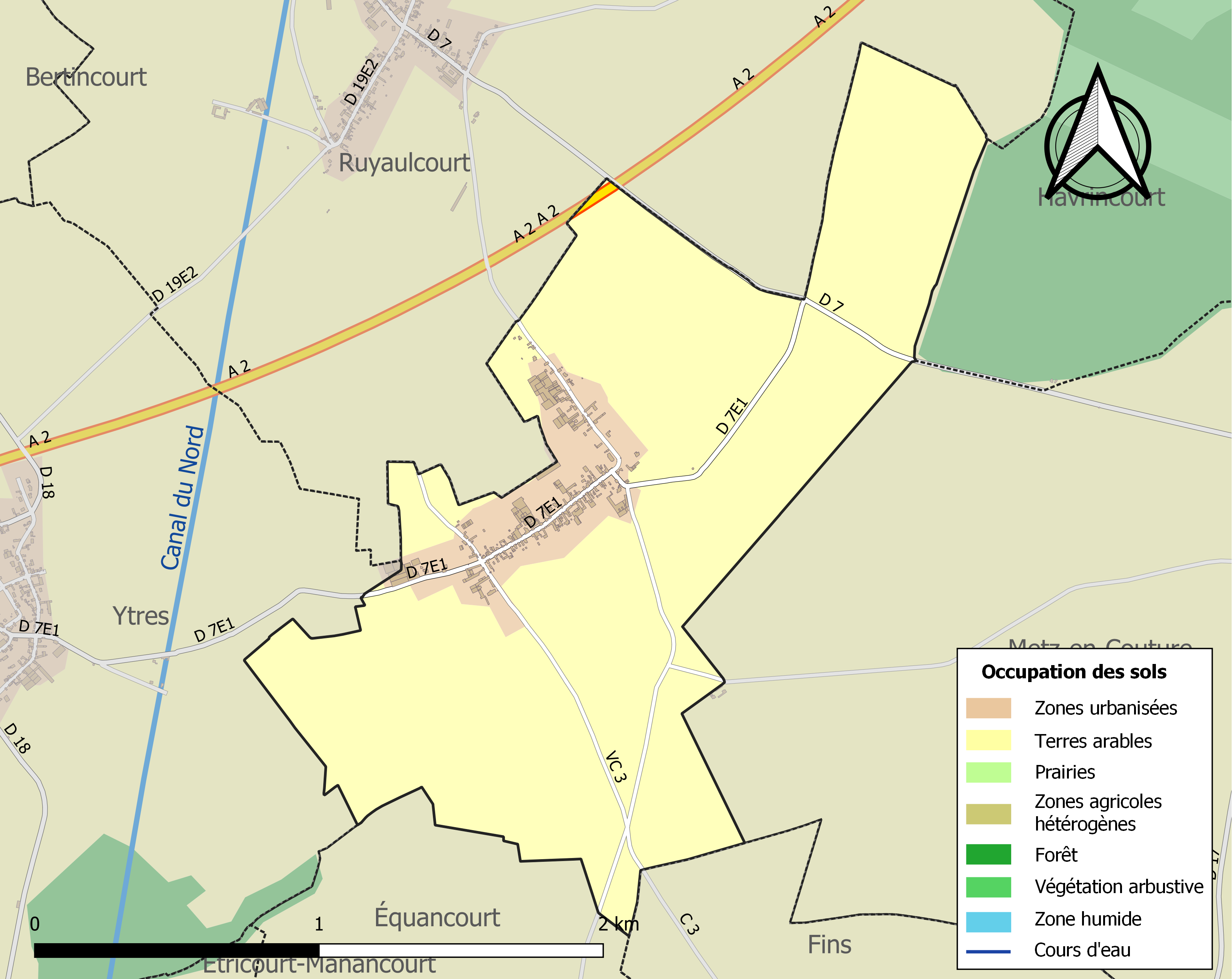
Carte des infrastructures et de l'occupation des sols de la commune en 2018 (CLC).

## Toponymie
Le nom de la localité est attesté sous les formes Porrivallis, In Cameracensi pago Porgivallis au XIe siècle ; Novilla en 1236 ; Noeville en 1366 ; La Neuville-en-Pongerval en 1529 ; Neuville-en-Porgonval en 1559 ; Neuville-en-Bourgeonval au XVIIIe siècle ; Neuville-en-Bourgonval en 1774 ; Neuville en 1793 ; Neuville-Bourjonval depuis 1801.
Ce lieu était nommé jadis la Neuville-en-Pourgainvalle, du nom du hameau de Pourgain.
Le nom Neuville, commun à plus de 80 communes principalement françaises, dérive du latin novavilla, ou « nouveau domaine ».

## Histoire
En mai 1719, est érigée en comté la terre de Neuville pour Christophe François Delattre , seigneur d'Ayette, gentilhomme de la province d'Artois. Il avait pour trisaïeul Jacques Delattre, allié à Marie Morel-Tangry, dont est né Adrien Delattre, seigneur d'Ayette, marié à Philippine de France. Le couple a eu pour enfant Adrien Delattre, seigneur de Valevillers marié le 26 mai 1611 à Iolande de Landas, dont est né Jean Philippe Delattre, seigneur d'Ayette, marié à Valentine Marie Madeleine de Boulogne, père et mère de Christophe François Delattre, l'exposant. Il a lui-même épousé le 6 août 1693 Marie Anne Françoise de Brias, (famille de Bryas?) fille de Charles Sylvestre de Brias, chevalier, seigneur de Valtencheux. La terre de Neuville située en Artois, relevant du château de Bapaume, consiste en une seigneurie de paroisse ayant la justice vicomtière, le droit de fromage et forage, maison et autres bâtiments, jardins, bois, et plus de 300 à 400 mesures (environ 135 à 180 hectares) ou arpens de terre, moulins, plusieurs rentes en blé, chapon et argent. À cette terre sont réunies,1) la terre de Sailly ou seconde seigneurie de Bucquoy, qui relève du château de Bapaume, consistant en justice vicomtière, maisons et bâtiments, 650 mesures (environ 290 hectares) de bois, four banal, droit de travers (droit de traverser les terres), d'amendes et de corvées en une grande étendue de terres, quantité de censitaires (payant le cens) et plusieurs fiefs qui en relèvent; le prix d'acquisition de cette terre suivant le contrat du 4 juin 1699 était de 250 000 livres; 2) la terre d'Ayette, relevant de la baronnie et terre du Grand-Leslete, consistant en une seigneurie vicomtière, droit de terrage, plusieurs fiefs qui en relèvent et grand nombre de censitaires, etc. etc..

### Première Guerre mondiale
La commune est décorée de la croix de guerre 1914-1918 par décret du 23 septembre 1920, distinction également attribuée à 276 autres communes du Pas-de-Calais.

## Politique et administration

### Découpage territorial
La commune se trouve dans l'arrondissement d'Arras du département du Pas-de-Calais.

#### Commune et intercommunalités
La commune est membre de la communauté de communes du Sud-Artois qui regroupe 64 communes et totalise 27 059 habitants en 2021.

#### Circonscriptions administratives
La commune est rattachée au canton de Bapaume.

#### Circonscriptions électorales
Pour l'élection des députés, la commune fait partie de la première circonscription du Pas-de-Calais.

### Élections municipales et communautaires

#### Liste des maires

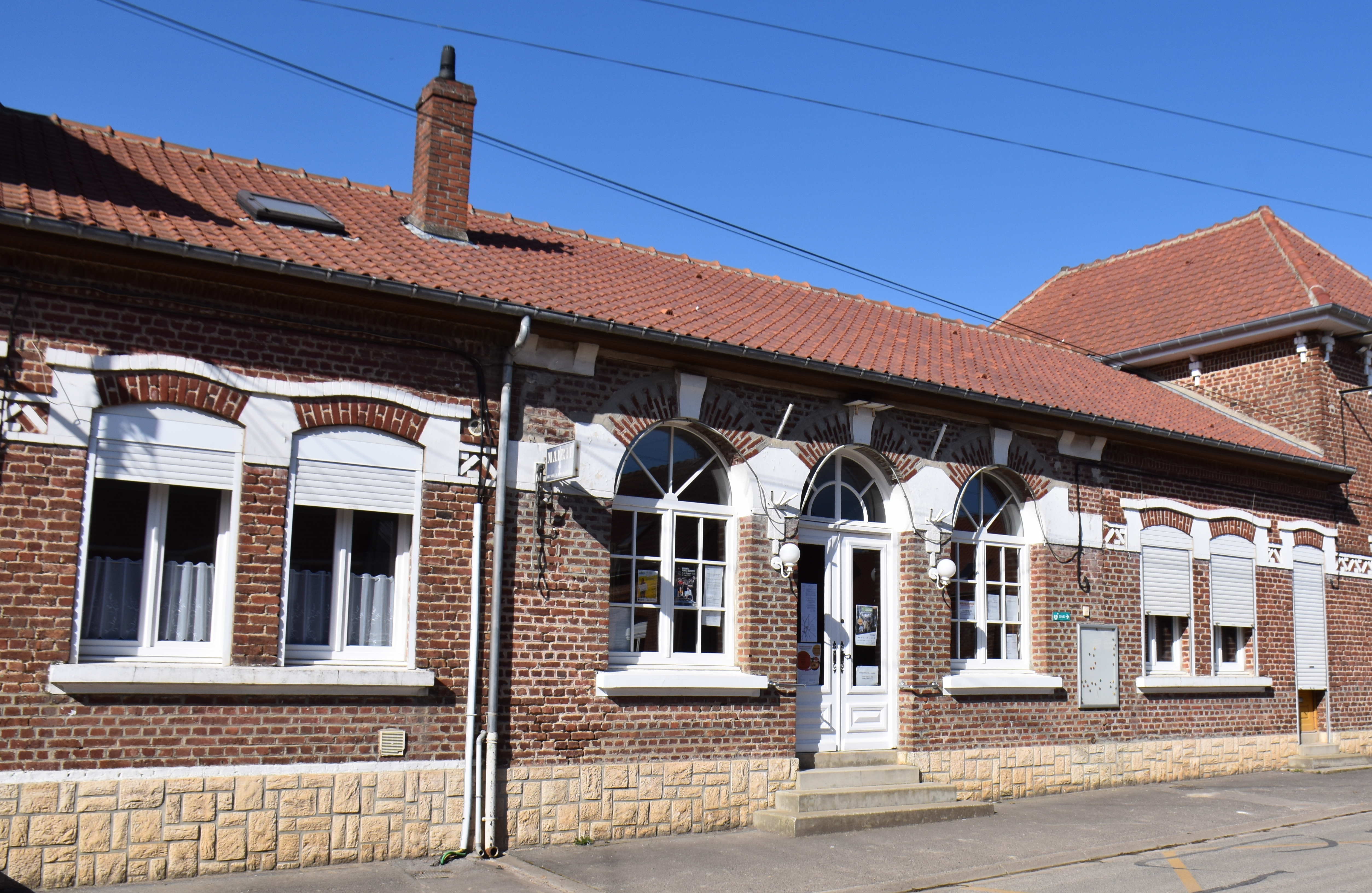
La mairie en 2025.

Ref

| Période                                  | Période                    | Identité          | Étiquette | Qualité                                                                              |
| ---------------------------------------- | -------------------------- | ----------------- | --------- | ------------------------------------------------------------------------------------ |
| Les données manquantes sont à compléter. |                            |                   |           |                                                                                      |
| avant 1988                               | ?                          | Claudie Deleflie  |           |                                                                                      |
| 1989                                     | En cours (au 31 mars 2022) | Michel Pouillaude | UMP-LR    | Agriculteur retraité Réélu pour le mandat 2014-2020, Réélu pour le mandat 2020-2026, |

## Population et société

### Démographie
Les habitants sont appelés les Neuvillois ou Porgivalois.

#### Évolution démographique
L'évolution du nombre d'habitants est connue à travers les recensements de la population effectués dans la commune depuis 1793. Pour les communes de moins de 10 000 habitants, une enquête de recensement portant sur toute la population est réalisée tous les cinq ans, les populations de référence des années intermédiaires étant quant à elles estimées par interpolation ou extrapolation. Pour la commune, le premier recensement exhaustif entrant dans le cadre du nouveau dispositif a été réalisé en 2007.

En 2022, la commune comptait 170 habitants, en évolution de +0,59 % par rapport à 2016 (Pas-de-Calais : −0,72 %, France hors Mayotte : +2,11 %).
| 1793 | 1800 | 1806 | 1821 | 1831 | 1836 | 1841 | 1846 | 1851 |
| ---- | ---- | ---- | ---- | ---- | ---- | ---- | ---- | ---- |
| 470  | 423  | 465  | 548  | 598  | 625  | 612  | 644  | 621  |

| 1856 | 1861 | 1866 | 1872 | 1876 | 1881 | 1886 | 1891 | 1896 |
| ---- | ---- | ---- | ---- | ---- | ---- | ---- | ---- | ---- |
| 584  | 576  | 586  | 568  | 577  | 524  | 512  | 521  | 504  |

| 1901 | 1906 | 1911 | 1921 | 1926 | 1931 | 1936 | 1946 | 1954 |
| ---- | ---- | ---- | ---- | ---- | ---- | ---- | ---- | ---- |
| 533  | 522  | 513  | 319  | 321  | 325  | 293  | 283  | 268  |

| 1962 | 1968 | 1975 | 1982 | 1990 | 1999 | 2006 | 2007 | 2012 |
| ---- | ---- | ---- | ---- | ---- | ---- | ---- | ---- | ---- |
| 288  | 262  | 223  | 215  | 191  | 194  | 173  | 170  | 175  |

| 2017 | 2022 | - | - | - | - | - | - | - |
| ---- | ---- | - | - | - | - | - | - | - |
| 168  | 170  | - | - | - | - | - | - | - |

#### Pyramide des âges
En 2018, le taux de personnes d'un âge inférieur à 30 ans s'élève à 29,2 %, soit en dessous de la moyenne départementale (36,7 %). À l'inverse, le taux de personnes d'âge supérieur à 60 ans est de 31,6 % la même année, alors qu'il est de 24,9 % au niveau départemental.
En 2018, la commune comptait 84 hommes pour 84 femmes, soit un taux de 50,00 % de femmes, légèrement inférieur au taux départemental (51,50 %).
Les pyramides des âges de la commune et du département s'établissent comme suit.
| Hommes | Classe d’âge | Femmes |
| ------ | ------------ | ------ |
| 1,2    | 90 ou +      | 4,8    |
| 6,0    | 75-89 ans    | 15,5   |
| 19,0   | 60-74 ans    | 16,7   |
| 21,4   | 45-59 ans    | 21,4   |
| 21,4   | 30-44 ans    | 14,3   |
| 14,3   | 15-29 ans    | 11,9   |
| 16,7   | 0-14 ans     | 15,5   |

| Hommes | Classe d’âge | Femmes |
| ------ | ------------ | ------ |
| 0,5    | 90 ou +      | 1,6    |
| 5,6    | 75-89 ans    | 8,9    |
| 16,7   | 60-74 ans    | 18,1   |
| 20,2   | 45-59 ans    | 19,2   |
| 18,9   | 30-44 ans    | 18,1   |
| 18,2   | 15-29 ans    | 16,2   |
| 19,9   | 0-14 ans     | 17,9   |

## Culture locale et patrimoine

### Lieux et monuments
- L'église Saint-Pierre.
- Le monument aux morts[39].
- La forêt d'éolienne  au sud-est du village.
- Le cimetière militaire britannique situé à l'est du village.
- La chapelle Ernestine Wasson située à 600 mètres au nord-est du village.

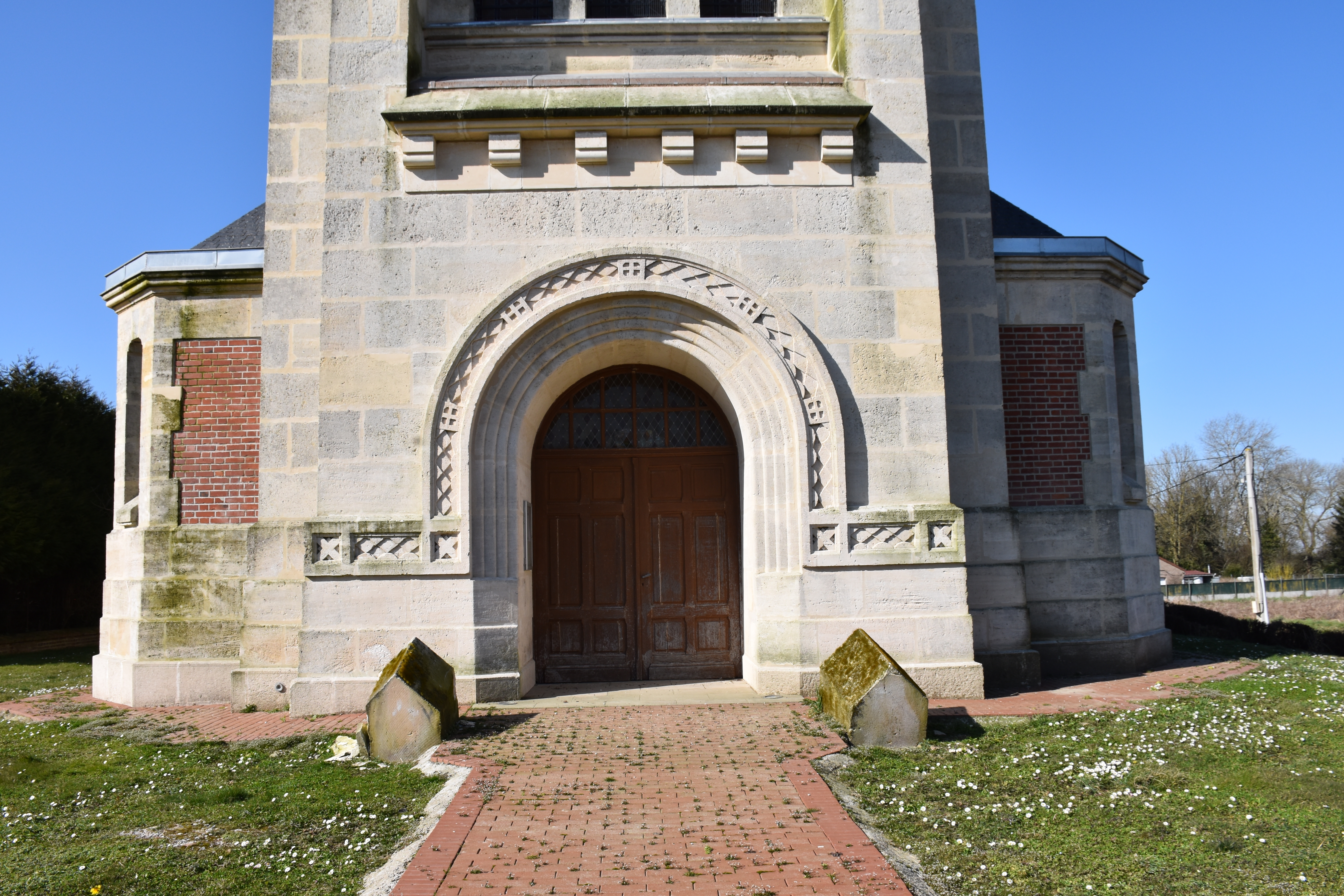
L'église Saint-Pierre.
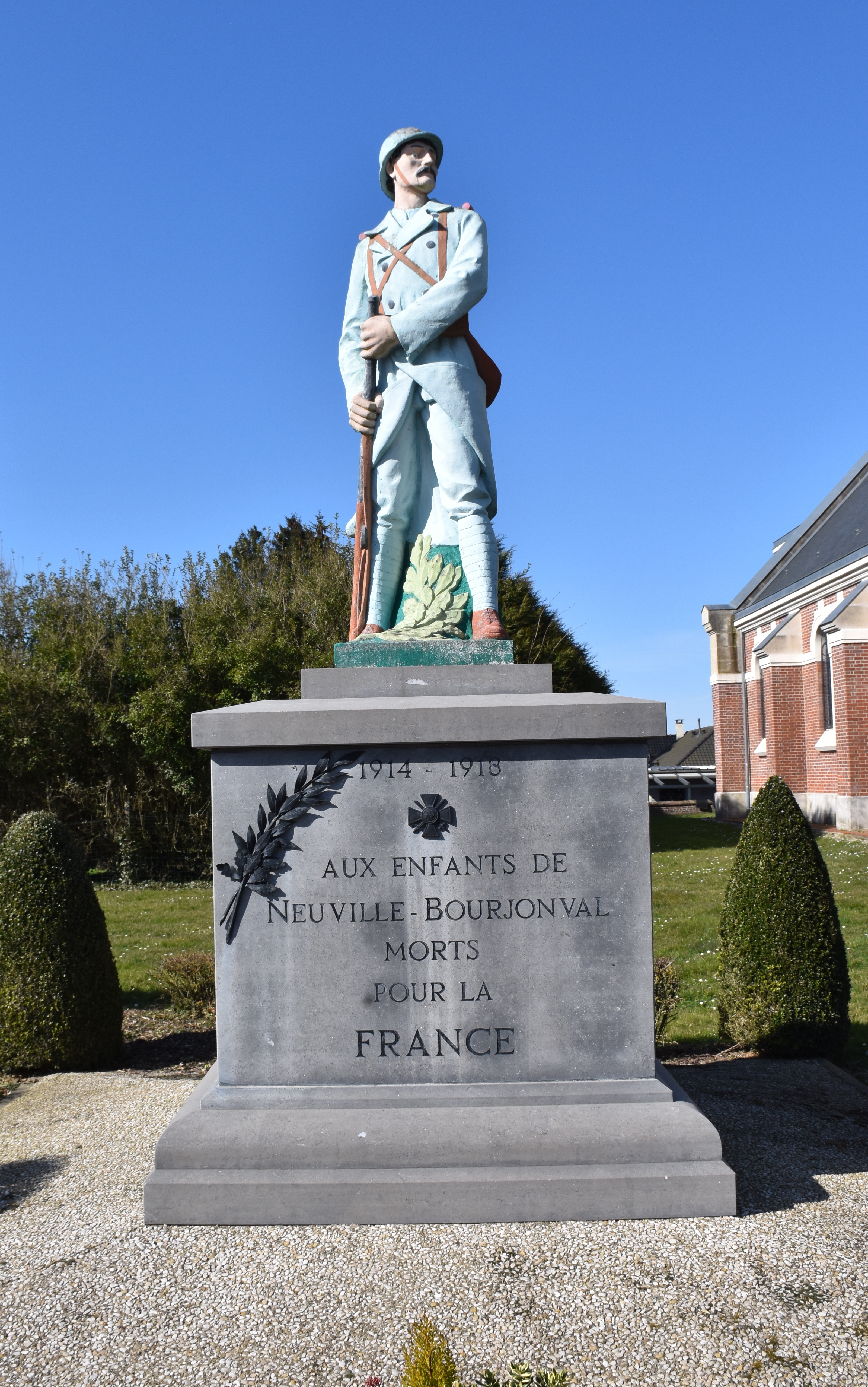
Le monument aux morts.
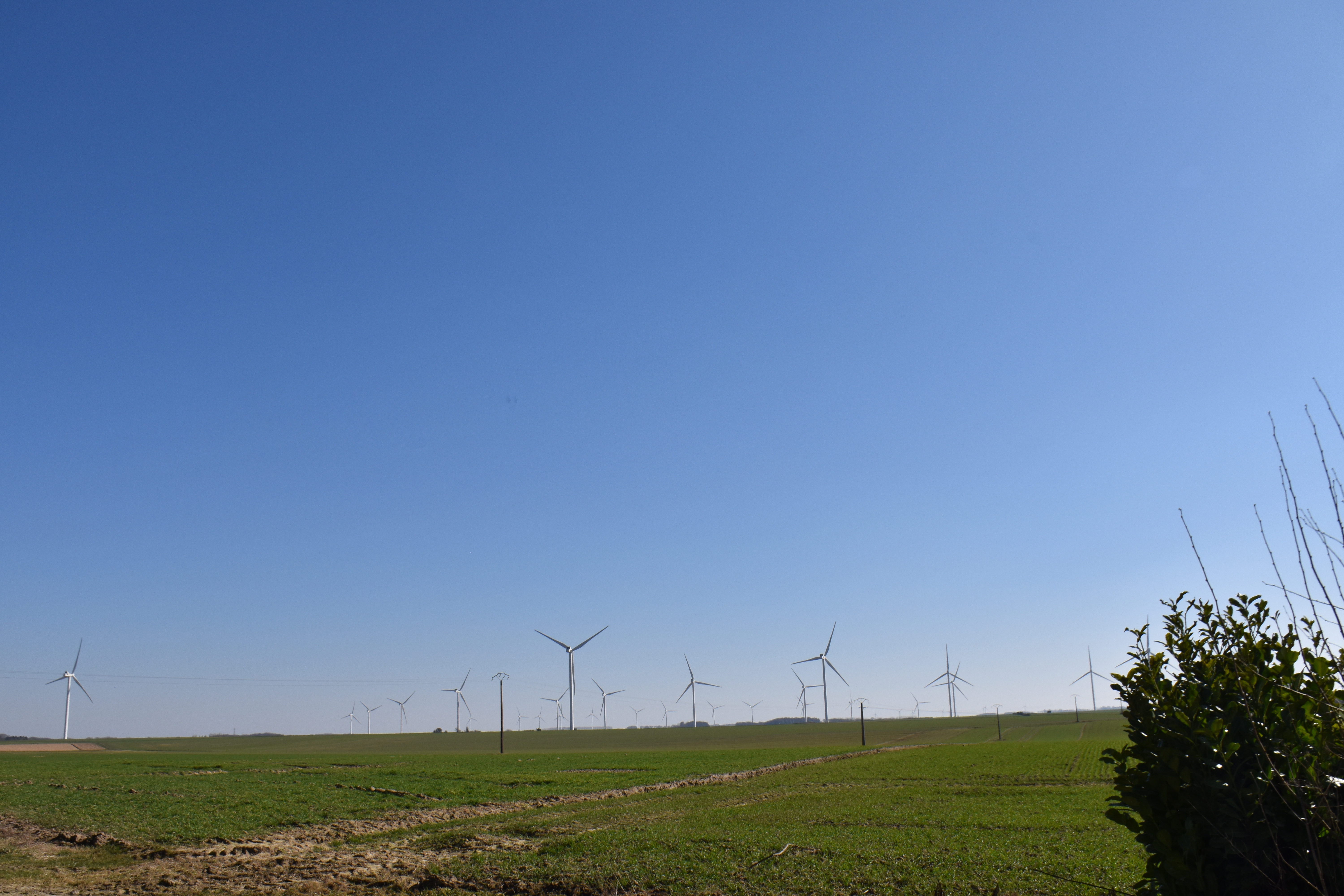
La forêt d'éolienne.
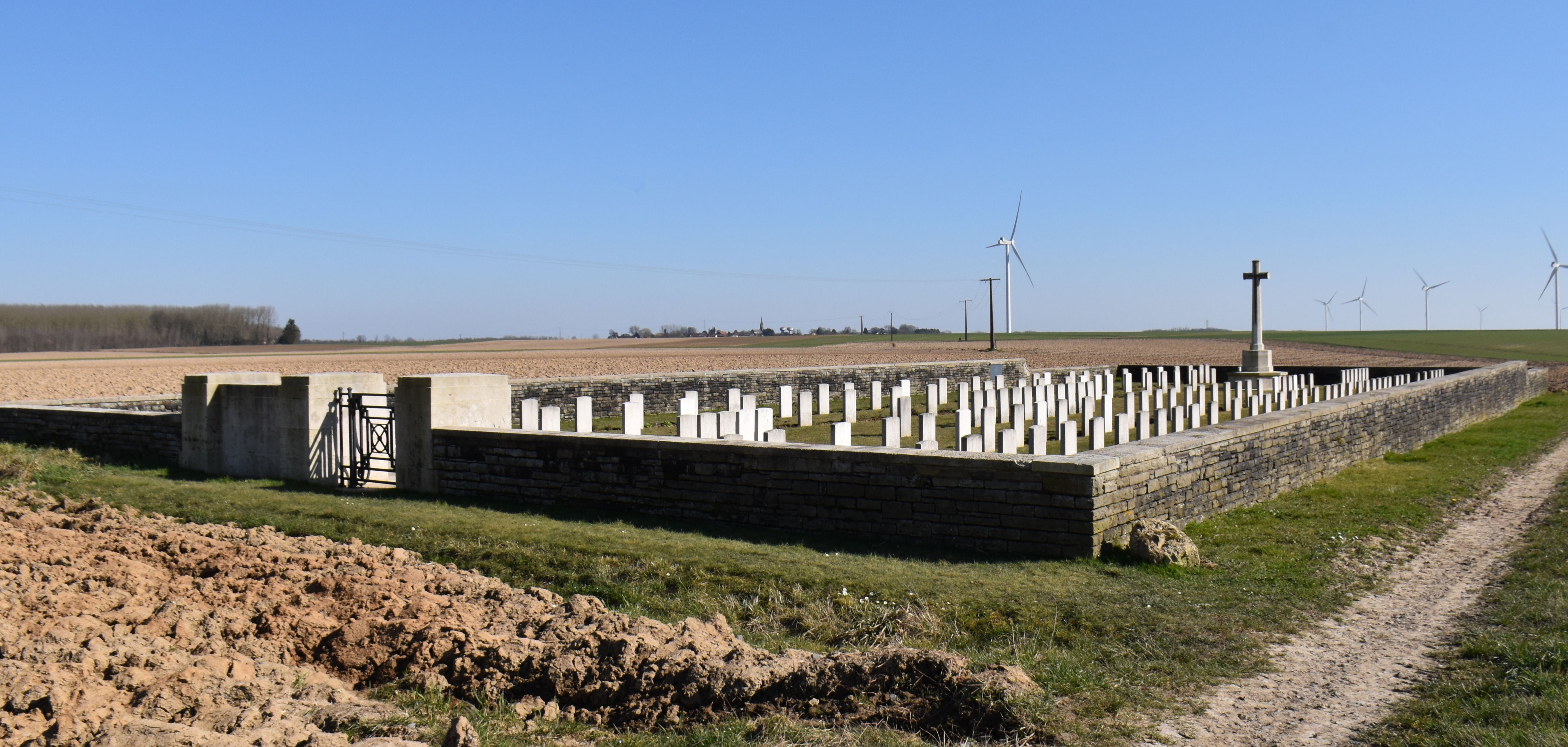
Le cimetière militaire britannique.
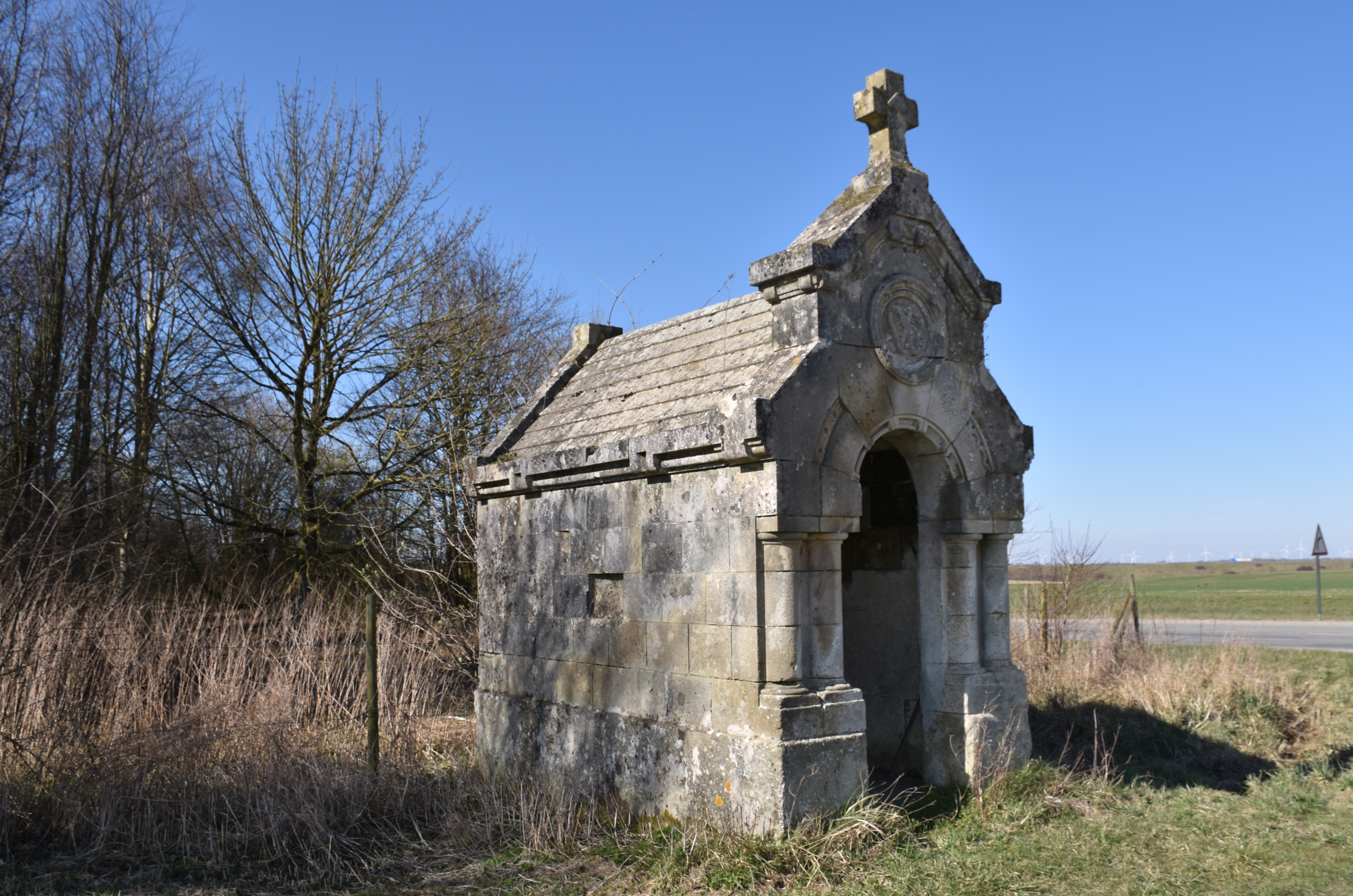
La chapelle Ernestine Wasson.

### Héraldique
| Blason de Neuville-Bourjonval | Blason  | D'or à la bande de contre-vair. Ornements extérieursCroix de guerre 1914-1918 |
| Blason de Neuville-Bourjonval | Détails | Le statut officiel du blason reste à déterminer.                              |

## Pour approfondir

#### Bases de données, dictionnaires et encyclopédies
- Ressources relatives à la géographie :   - Insee (communes)
  - Ldh/EHESS/Cassini
- Ressource relative à plusieurs domaines :   - Annuaire du service public français
- Notices d'autorité :   - BnF (données)